# Sphalloplana kansensis
Sphalloplana kansensis är en plattmaskart som beskrevs av Libbie Henrietta Hyman 1945. Sphalloplana kansensis ingår i släktet Sphalloplana och familjen Planariidae. Inga underarter finns listade i Catalogue of Life.